# David Cassidy
David Bruce Cassidy (New York, 1950. április 12. – Fort Lauderdale, Florida, 2017. november 21.) amerikai színész, énekes, dalszerző.

## Diszkográfia

### Stúdióalbumok
- Cherish Bell Records (1972)
- Rock Me Baby (1972)
- Dreams are Nuthin' More than Wishes (1973)
- The Higher They Climb (1975)
- Home Is Where the Heart Is (1976)
- Getting It in the Street (1976)
- Romance (1985)
- David Cassidy (1990)
- Best of David Cassidy (1991, Japánban jelent meg)
- Didn't You Used to Be? (1992)
- Old Trick New Dog (1998)

### Koncertlemezek
- Cassidy Live! (1974)
- His Greatest Hits (1986)
- Live in Concert (2008)

### Válogatások
- Greatest Hits (1974)
- David Cassidy Forever (1975)
- Bravo präsentiert David Cassidy (1977, csak az NSZK-ban jelent meg)
- David Cassidy's Partridge Family Favorites (1988)
- When I'm a Rock 'n' Roll Star (1996)
- Then and Now (2001)
- A Touch of Blue (2003)
- Could It Be Forever - The Greatest Hits (2006)
- David Cassidy Part II - The Remix (2007)

### Kislemezek
- Cherish / All I Wanna Do (Is Touch You) (1971)
- Could It Be Forever / Blind Hope (1972)
- How Can I Be Sure / Ricky's Tune (1972)
- Rock Me Baby / Two Time Loser (1972)
- I Am a Clown / Some Kind of A Summer (1973)
- Daydream / Can't Go Home Again (1973)
- Daydreamer /The Puppy Song (1973)
- If I Didn't Care / Frozen Noses (1974)
- Please Please Me / CC Rider Blues/Jenny Jenny (1974)
- I Write the Songs / Get It Up for Love (1975)
- Darlin' / This Could Be The Night (1975)
- Tomorrow / Half Past Our Bedtime (1976)
- Breakin' Down Again / On Fire (1976)
- Gettin' It in the Streets / I'll Have To Go Away (1976)
- Saying Goodbye Ain't Easy (We'll Have to Go Away) / Rosa's Cantina (1977)
- Hurt So Bad / Once A Fool (1979)
- The Last Kiss (1985)
- Romance (Let Your Heart Go)  (1985)
- Someone (1985)
- She Knows All About Boys / Tenderly (1985)
- Live EP (1986)
- Lyin' to Myself (1990)
- For All the Lonely (1992)
- I Think I Love You (1998, új változat)
- No Bridge I Wouldn't Cross (1998)
- UFO (You Fine One) (2011)

## Filmjei

### Mozifilmek
- Rosebud (1975)
- Instant Karma (1990)
- Azok a csodás 70-es évek (The Spirit of '76) (1990)
- Popsztár (Popstar) (2005)
- Alexa Vega: You Are Where I Live (2009, rövidfilm)

### Tv-filmek
- The Night the City Screamed (1980)
- Parade of Stars (1983)

### Tv-sorozatok
- The Survivors (1969)
- Ironside (1969, egy epizódban)
- The F.B.I. (1970, egy epizódban)
- Marcus Welby, M.D. (1970, egy epizódban)
- Adam-12 (1970, egy epizódban)
- Bonanza (1970, egy epizódban)
- Medical Center (1970, egy epizódban)
- The Mod Squad (1970, egy epizódban)
- The Partridge Family (1970–1974, 96 epizódban)
- Police Story (1978, egy epizódban)
- David Cassidy - Man Undercover (1978–1979, tíz epizódban)
- Szerelemhajó (The Love Boat) (1980, egy epizódban)
- Fantasy Island (1980, 1983, két epizódban)
- Matt Houston (1982, egy epizódban)
- Meghökkentő mesék (Tales of the Unexpected) (1983, egy epizódban)
- Alfred Hitchcock Presents (1988, egy epizódban)
- A villám (The Flash) (1991, egy epizódban)
- The Ben Stiller Show (1992, egy epizódban)
- Ein Schloß am Wörthersee (1993, egy epizódban)
- The John Larroquette Show (1995, egy epizódban)
- Az Ügynökség (The Agency) (2003, egy epizódban)
- Már megint Malcolm (Malcolm in the Middle) (2003, egy epizódban)
- Kim Possible – Kis tini hős (Kim Possible) (2004, hang, egy epizódban)
- Less Than Perfect (2005, egy epizódban)
- Biography (2006, dokumentum-sorozat, egy epizódban)
- Ruby & the Rockits (2009, tíz epizódban)
- CSI: A helyszínelők (CSI: Crime Scene Investigation) (2013, egy epizódban)

## További információ
- Hivatalos oldal
- David Cassidy a PORT.hu-n (magyarul)
- David Cassidy az Internetes Szinkronadatbázisban (magyarul)
- David Cassidy az Internet Movie Database-ben (angolul)
- David Cassidy a Rotten Tomatoeson (angolul)